# Олга Говорцова
Олга Алексејевна Говорцова (рус. Ольга Алексеевна Говорцова, блр. Вольга Аляксееўна Гаварцова; Минск, 23. август 1988) је белоруска професионална тенисерка.
Тенисом је почела да се бави у 6. години, а идол јој је била Џенифер Капријати. Била је 8. јуниорка света, а највећи успех у млађим категоријама остварила је победом на У-14 Оринџ Боулу.
Највише воли да игра на тврдој подлози и на шљаци, а занимљиво је да и форхенд и бекхенд игра обема рукама. Иако је прилично висока (182 цм), не излази много на мрежу, углавном гради поен са основне линије. Као најјаче оружје издваја бекхенд.
Професионално је почела да се бави тенисом 2002. године.
У 2006. години је само једном успела да се пробије у главни жреб неког ВТА турнира, али је у Ташкенту поклекла већ на првом степенику, боља је била Анастасија Родионова. Није бележила врхунске резултате ни на турнирима из ИТФ категорије, једино иоле вредно помена је четвртфинале 'челинџера' у Лас Вегасу.
Једини Гренд слем турнир на ком је учествовала био је Вимблдон 2007., када је у првом колу победила Грету Арн са 6:7, 7:6, 6:1, а у другом поражена од будуће финалисткиње Марион Бартоли –7:5, 6:2. У каријери је освојила два 'челинџера', оба ове године, а догурала је до четврфинала у Синсинатију и Станфорду. Говорцова је у великом успону, годину је кренула на 'фјучерсу' у Тампи са 334. места, али је сјајним играма обезбедила пробој у првих 100.
У 2008. години прво долази у финале турнира у Мемфису и губи од Линдси Давенпорт а затим осваја свој први ВТА турнир Истанбул куп у пару са Џил Крејбас.
Тренутно се налази на 35. месту ВТА листе, што је њен најбољи рејтинг у каријери.

### Пласман на ВТА листи на крају сезоне
| Година  | 2004 | 2005 | 2006 | 2007 | 2008 | 2009 |
| Пласман | 600  | -    | 334  | 49   | 49   |      |

## Резултати Олге Говорцеве

### Победе појединачно (0)
Ниједан турнир.

### Порази у финалу појединачно (1)
|   | Датум    | име и место турнира      | Кат. | ($)    | Терен        | Победница        | Резултат |
| - | -------- | ------------------------ | ---- | ------ | ------------ | ---------------- | -------- |
| 1 | 25/02/08 | Турнир у Мемфису, Мемфис | III  | 175000 | Тврда (отв.) | Линдси Давенпорт | 6-2, 6-1 |

### Победе у пару (1)
| Бр. | Датум    | Турнир                 | Катего- рија | Наградни фонд $ | Подлога      | !Партнерка  | Противници                    | Резултат |
| --- | -------- | ---------------------- | ------------ | --------------- | ------------ | ----------- | ----------------------------- | -------- |
| 1   | 19/05/08 | Истанбул куп, Истанбул | III          | 200000          | Земља (отв.) | Џил Крејбас | Марина Ераковић Полона Херцог | 6-1, 6-2 |

### Порази у финалу у пару (1)
| Бр. | Датум    | Турнир                   | Катего- рија | Наградни фонд $ | Подлога      | Противници               | Партнерка     | Резултат |
| --- | -------- | ------------------------ | ------------ | --------------- | ------------ | ------------------------ | ------------- | -------- |
| 1   | 14/04/08 | Куп Чарлстона, Чарлестон | I            | 1340000         | Земља (отв.) | К. Среботник Ај Сугијама | Едина Головиц | 6-2, 6-2 |

### Учешће наГренд слемтурнирима

#### Појединачно
| Година | Аустралијан Опен | Аустралијан Опен | Ролан Гарос | Ролан Гарос   | Вимблдон | Вимблдон   | Ју-Ес Опен | Ју-Ес Опен  |
| ------ | ---------------- | ---------------- | ----------- | ------------- | -------- | ---------- | ---------- | ----------- |
| 2007   | -                | -                | -           | -             | 2 коло   | М. Бартоли | 2 коло     | Ј. Јанковић |
| 2008   | 1 коло           | Ц. Пиронкова     | 3 коло)     | Ј. Дементјева | -        | -          | -          | -           |

### У пару
| Година | Аустралијан Опен  | Аустралијан Опен     | Ролан Гарос       | Ролан Гарос            | Вимблдон | Вимблдон | Ју-Ес Опен     | Ју-Ес Опен        |
| 2007   | -                 | -                    | -                 | -                      | -        | -        | 1 коло Пучкова | К. Пешке Р. Стабс |
| 2008   | 2 коло Д. Кустава | Ј. Јанковић Б. Матак | 1 коло Џенхалецић | Т. Путчек А. Родионова | -        | -        | -              | -                 |

### Учешће уФед купу
Није играла у Фед купу